# Jean II de Saxe-Weimar
Pour les articles homonymes, voir Jean II.
Jean II de Saxe-Weimar (22 mai 1570, Weimar – 31 octobre 1605, Weimar) est duc de Saxe-Weimar de 1602 à sa mort.
Il est le deuxième fils du duc Johann Wilhelm de Saxe-Weimar et de Dorothée-Suzanne de Simmern. À la mort de son père, en 1573, son frère aîné Frédéric Wilhelm Ier devient duc. Il meurt à son tour en 1602, laissant quatre fils mineurs. Jean II devient donc duc en leur nom, mais dès l'année suivante, un partage est effectué : Jean conserve la Saxe-Weimar tandis que ses neveux deviennent ducs de Saxe-Altenbourg.

## Descendance

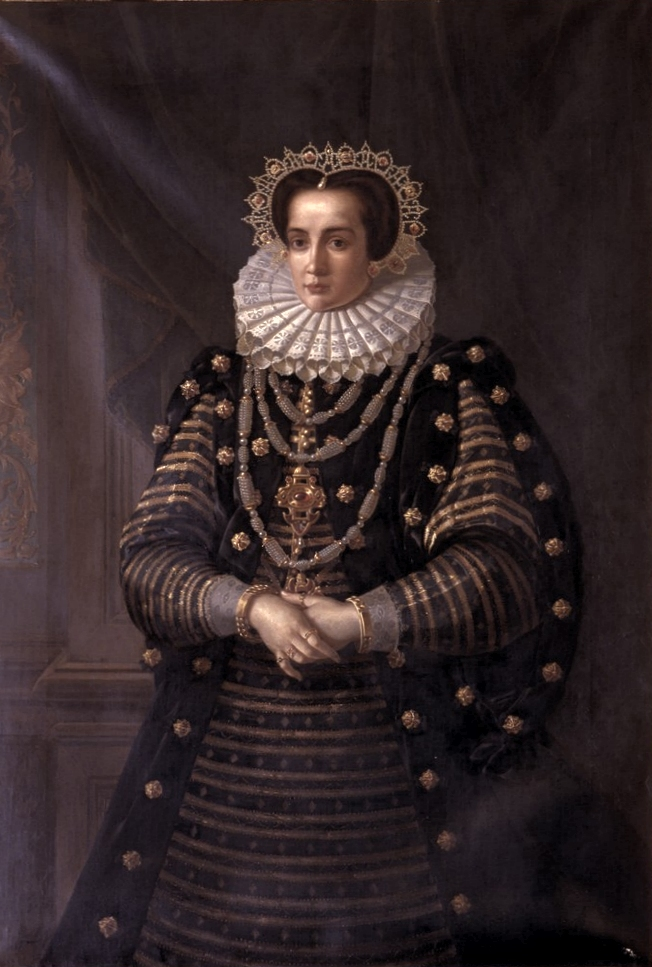
Dorothée-Marie d'Anhalt.

Le 7 janvier 1593, Jean II épouse Dorothée-Marie d'Anhalt (2 juillet 1574 – 18 juillet 1617), fille du prince Joachim-Ernest d'Anhalt. Onze enfants sont nés de cette union :
- Jean-Ernest (21 février 1594 – 6 décembre 1626), duc de Saxe-Weimar ;
- Christian-Guillaume (6 avril 1595 – 6 avril 1595) ;
- Frédéric (1er mars 1596 – 19 août 1622), tué à la Bataille de Fleurus ;
- Jean (31 mars 1597 – 6 octobre 1604) ;
- Guillaume (11 avril 1598 – 17 mai 1662), duc de Saxe-Weimar ;
- Albert (27 juillet 1599 – 20 décembre 1644), duc de Saxe-Eisenach ;
- Jean-Frédéric (19 septembre 1600 – 17 octobre 1628) ;
- Ernest Ier (25 décembre 1601 – 26 mars 1675), duc de Saxe-Gotha-Altenbourg ;
- Frédéric-Guillaume (7 février 1603 – 16 août 1619) ;
- Bernard (6 août 1604 – 18 juillet 1639), duc de Franconie ;
- Jeanne (14 avril 1606 – 3 juillet 1609).